# 2010年長野県知事選挙
2010年長野県知事選挙（2010ねんながのけんちじせんきょ）は、2010年（平成22年）8月8日に投開票が行われた長野県知事を選出するための選挙。

## 概要
現職の村井仁の任期満了に伴う知事選挙。現職の村井はこの知事選挙に出馬せず、1期限りでの引退を表明。1期4年の任期を終え退任した。
選挙戦には、田中県政時代に副知事を務めていた元総務官僚の阿部守一と安曇野ちひろ美術館館長で絵本・美術評論家の松本猛、それに村井県政の元で副知事を務め県政継承を訴える腰原愛正の3氏が立候補した。

## 選挙データ

### 告示日
- 2010年（平成22年）7月22日

### 執行日
- 2010年（平成22年）8月8日
  - 期日前投票:2010年（平成22年）7月23日 ～ 8月7日

## 立候補者
3名、届け出順。
| 立候補者                       | 年齢 | 党派                                     | 新旧 | 肩書き                                     |
| ------------------------------ | ---- | ---------------------------------------- | ---- | ------------------------------------------ |
| 阿部守一 （あべ しゅいち）     | 49   | 無所属 （民主党、社民党、国民新党 推薦） | 新   | 元総務官僚、元長野県副知事、元横浜市副市長 |
| 松本猛 （まつもと たけし）     | 59   | 無所属 （共産党 支援）                   | 新   | 絵本・美術評論家、安曇野ちひろ美術館前館長 |
| 腰原愛正 （こしはら よしまさ） | 63   | 無所属 （自民党県連、公明党県本部 支援） | 新   | 前長野県副知事、元大町市長                 |

### 立候補者のプロフィールおよび立候補に至る経緯
阿部守一 - 元総務官僚、元長野県副知事、元横浜市副市長
前回の知事選挙で現職の村井を支援していた県民有志で構成するグループ「県政連絡協議会」から出馬要請を受けての立候補。2010年5月27日に無所属での出馬を表明。民主党、社民党、国民新党の3党が推薦する。
松本猛 - 安曇野ちひろ美術館前館長、長野県信濃美術館・東山魁夷館前館長
前回の知事選挙で田中康夫を支援していた会社経営者らから出馬要請を受けての立候補。2010年4月26日に無所属での出馬を表明。共産党が支援する。
腰原愛正 - 前長野県副知事
自民党県議団などの長野県議会4会派と県内の経済団体、県農協中央会などで構成するグループ「信濃会」からの出馬要請を受けての立候補。2010年7月7日に無所属での出馬を表明。自民党県連と公明党県本部が支援する。
（届け出順）

### 政党・団体の動き
独自候補擁立を目論む政権与党の民主党は、早い段階で元副知事の阿部と水面下での意見交換を行い、阿部が出馬表明した5月末以降も政策協議を続けた。そして、6月末になり阿部が同党からの推薦を依頼。直後に、同党県連は阿部の推薦を正式に決定。党本部もこの決定を了承し、推薦を決めた。これに加えて、民主党と連立政権を組む国民新党と野党の社民党も阿部の推薦を決定。民主党の支持母体である連合長野も阿部の推薦を決め、阿部への支持体制を固めた。
共産党県委員会は、県労連など37団体で構成する「明るい県政をつくる県民の会」の一員として、村井県政からの転換を掲げる独自候補の擁立を目指した。その結果、主要政策が一致したとして明るい県政をつくる県民の会が松本の支援を決定した。ただ、松本陣営が政党とは一線を画して選挙戦に臨む意向であったため、共産党として松本の「推薦」はせず、「支援」を行うに留めた。
一方、野党の自民党は、当初、現職の村井を今回の知事選挙でも支援していく方針で同党県連内ではまとまりつつあったが、その村井が1期限りでの引退を表明したことで、同党県連は村井の事実上の後継者探しに動いた。そして、独自候補擁立を目指す目的で、同党県議団を中心とした長野県議会4会派と県内の経済団体、県農協中央会などが、独自候補擁立を目指すグループ「信濃会」を立ち上げ、この時点で既に出馬を表明していた松本、阿部以外の「第3の候補者」の選考を急いだ。しかし、松本、阿部の両陣営が選挙戦に向けての準備を加速させている中で、現職の県議や県内の元首長ら複数の人物に出馬要請を行ったものの悉く固辞され、信濃会による「第3の候補者」選考は難航した。その中で、村井県政で副知事を務めあげた腰原に白羽の矢が立ち、信濃会は出馬を要請。始めは固辞する意向であった腰原だが、突如出馬する意向を表明。これにより、信濃会はようやく「第3の候補者」擁立にこぎつけた。自民党県連と公明党県本部が腰原の「支援」を決め、3氏による政党対決の構図がここで固まった。

### 選挙のタイムライン
- 2010年4月26日 - 松本が出馬会見。無所属での出馬を表明[7]。
- 2010年5月13日 - 現職の村井が不出馬を表明[1]。
- 2010年5月27日 - 阿部が出馬会見。無所属での出馬を表明[5]。
- 2010年6月10日 - 共産党県委員会などで構成される「明るい県政をつくる県民の会」が松本の支援を決定[15]。
- 2010年6月16日 - 連合長野が阿部の推薦を決定[13]。
- 2010年7月7日 - 自民党県議団などで構成される「信濃会」から出馬要請を受けた腰原が出馬会見。無所属での出馬を表明[9]。
- 2010年7月14日 - 民主党県連が阿部の推薦を決定[10]。その後、党本部の推薦も決定[2]。
- 2010年7月19日 - 社民党県連が阿部の推薦を決定[12]。その後、党本部の推薦も決定[2]。
- 2010年7月21日
  - 公明党県本部が腰原を実質支援することを表明[20]。
  - 国民新党が阿部の推薦を決定[11]。
- 2010年7月22日 - 告示。3氏による選挙戦が確定[2]。
- 2010年8月8日 -　投開票。

## 選挙結果

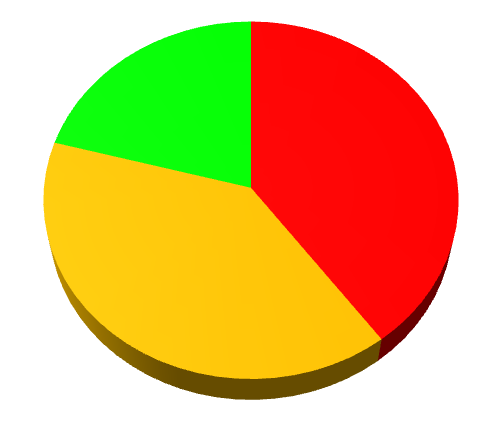
各候補の得票率（得票数の多かった順）

投票率は52.70%で、前回の65.98%を下回り過去最低を更新した（前回比 -13.28%）。当日の有権者数は205万7594人で、投票総数は70万8889票となった。
候補者別の得票数の順位、得票数、得票率、惜敗率、供託金没収概況は以下のようになった。得票率と惜敗率は未発表のため暫定計算とした（小数3位以下四捨五入）。
|      | 順位 | 候補者名  | 党派   | 新旧 | 得票数  | 得票率 | 惜敗率 | 供託金 |
| ---- | ---- | --------- | ------ | ---- | ------- | ------ | ------ | ------ |
| 当選 | 1    | ■阿部守一 | 無所属 | 新   | 362,903 | 39.85% | ----   |        |
|      | 2    | ■腰原愛正 | 無所属 | 新   | 357,882 | 39.30% | 98.62% |        |
|      | 3    | ■松本猛   | 無所属 | 新   | 189,793 | 20.84% | 52.30% |        |

田中康夫県政の元で副知事を務めた阿部は、政府の事業仕分けに携わった経験を生かし「信州型事業仕分け」を公約に掲げ、県民主導の県政の実施を強く訴えた。選挙戦では、推薦を受ける民主党などの全面支援を受けた他、県民有志のグループからも支援を受けるなど着実に支持を広げ、動向が注目されていた無党派層からの支持の取り込みにも成功。県政継承を掲げる腰原を約5000票の僅差で振り切り初当選を果たした。
前副知事の腰原は、村井県政の元で副知事として実務に取り組んできた経験をアピールしながら、村井県政の継承を掲げた。選挙戦では、自民党や公明党などからの支援を受けて組織型選挙を展開。基礎票を確実に固めたものの、無党派層への浸透が進まず、当選した阿部に僅か5000票届かずに涙をのんだ。
共産党からの支援を受けた松本は、文化振興や浅川ダム建設凍結などの主要政策を打ち出し、県政刷新を訴えたが、選挙戦終盤では阿部と腰原の争いに隠れる形となり、支持を広げられなかった。